# Carrie B. Wilson Adams
Carrie Belle Wilson Adams, née le 21 juillet 1859 à Oxford et morte le 15 décembre 1940 à Portland, est une compositrice, organiste et cheffe de chœur américaine.

## Biographie
Enfant prodige, elle a chanté sur scène à Millville dès l'âge de sept ans. Son biographe Jacob Henry Hull, la décrit comme « une accompagnatrice talentueuse dans son enfance »[réf. nécessaire]. Sa famille déménage à Paris. Elle y devient l'organiste et la cheffe de chœur de l'église presbytérienne. Âgée de 16 ans, elle écrit sa première antienne, qui sera suivie de 12 cantates, 4000 antiennes, et 28 chants d'église, des chants pour duos, trios et pour voix d'hommes, de femmes et chœurs mixtes. 
En 1880, elle se marie avec Allyn G. Adams, avec qui elle a un fils, Stanley. Le couple s'installe à Terre Haute. Elle y est professeure de musique à l'Indiana State Normal School de l'université d'État de l'Indiana, y dirige les chœurs des clubs Rose Polytechnic Glee, Treble Clef et de l'Oratorio Society, et compose la plupart des musiques accompagnant ces chants. En 1901, elle a été la première américaine à diriger les chœurs (150 voix, et solistes) de l'oratorio Le Messie de Haendel
En 1920, elle déménage avec son mari, pour être plus près de leur fils à Portland, dans l'Oregon. Elle y tient l'orgue de l'église congrégationiste, devient éditrice associée du Choir Herald, et continue de composer. Lors d'un Concert de Noël à  l'auditorium de Portland le 30 décembre 1934, elle fait partie du comité directeur qui encadre la représentation du Messie de Handel

## Œuvres
- The National Flower, cantate ; The John Church Co., 1893.
- We Are Soldiers ; Jennings & Pye, 1899.
- Sunday School Cadets ; E. O. Excell, 1902.
- How Beautiful Jesus' Love! ;  E. O. Excell, 1902.
- The Sunshine of God ;  Lorenz Publishing Co., 1903.
- Easter Praise, cantate ; Lorenz Publishing Co., 1908.
- Remember now Thy Creator ; Lorenz Publishing Co., 1904.
- Soldiers on life's highway ; E. O. Excell, 1905.
- Jesus, Thou Source of Calm Repose ; Lorenz Publishing Co., 1906.
- There's a song in the air ; Fillmore Bros. Co., September 28, 1906.
- The Heavens declare ; Fillmore Music House, 1906.
- Send Out Thy Light ;  Lorenz & Co., 1908.
- Redeemer and King, cantate ;  Lorenz Publishing Co., 1909.
- Steadily marching onward ;  Lorenz Publishing Co., 1910.
- The Savior's Love ;  Lorenz Publishing Co., 1910.
- Marching Along ; Lorenz Publishing Co., 1910.
- Hail, King of Kings ;  Lorenz Publishing Co., 1910.
- Brighter Than the Sunshine ; Lorenz Publishing Co., 1910.
- Rallying Song ; Lorenz Publishing Co., 1910.
- A Song of Cheer ; Lorenz Publishing Co., 1910.
- Young men's chorus, a collection of sacred songs, quartets and anthems for men's voices ; Lorenz Publishing Co., 1912.  téléchargeable
- File:Young men's chorus, a collection of sacred songs, quartets and anthems for men's voices (IA youngmenschorusc00adam).pdf
- A Tale of a Hat ; Lorenz Publishing Co., 1913.
- Our loving Lord was crucified ; Lorenz Publishing Co., 1913.
- Blessings Every Day ; Lorenz Publishing Co., 1913.
- Tis Jesus, the Friend of the world ; Lorenz Publishing Co., 1913.
- Just as I am ; Lorenz Publishing Co., 1914.
- Songs new and old for men's voices, Songs new and old for mixed voices, and Songs new and old for women's voices ; Lorenz Publishing Co., 1914.
- Praise and prayer: a collection of new anthems ; Lorenz Publishing Co., 1914.
- The Harbor of Home: a Mother's Day exercise ; Lorenz Publishing Co., 1915.
- Little Baby in the Manger ; 1915
- The star of Bethlehem : cantate de Noël pour chœurs d'église, 1917
- Under the Stars and Stripes, 1917
- Christmas Adoration : cantate de Noël pour chœurs d'église ; Lorenz Publishing, Co., 1920.
- Mother and home : a Mother's Day exercise ; Standard Publishing Co., 1920.
- Old Cabin Home Minstrels ; Lorenz Publishing Co., 1921.
- Children O'er the Seas ; Brethren Publishing House, 1922.
- Jesus, the Shepherd True ; Brethren Publishing House, 1922.
- O Loving Savior ; Brethren Publishing House, 1922.
- The Golden Rule ; Brethren Publishing House, 1922.
- The Resurrection Story, cantate, 1923
- Cheerful givers ; Gospel Trumpet Publishing Co., 1928.
- Jesus, the Savior, was crucified ; Rodeheaver Co., 1930.
- Keep the Light Burning for Him ; Rodeheaver Co., 1930.
- Spring cheer: Children's day service ; Lorenz Publishing Co., 1937.

publication posthumes
- The Easter Triumph." Complété en 1940
- Marching, marching all together, always ; Review & Herald, 1952.
- Touch not, taste not ; Review & Herald, 1952.
- Let me walk and talk with thee ; John T. Benson Publishing Co., 1958.
- Little baby in the manger ; Standard Publishing Co., 1958.
- Our tender loving Father, we come ; Standard Publishing Co., 1958.
- We march along with happy song ; Standard Publishing Co., 1958.